# Batahin
Batahin (în arabă البطاحين) este un trib arab din Butana, o regiune din Sudan. Batahin sunt vorbitori de arabă, musulmani, și numără aproximativ 200.000 de membri.
Populația din Batahin numără aproximativ 286.000 de locuitori. 